# Спортивная (станция метро, Минск)
«Спорти́вная» (бел. Спартыўная) — станция Автозаводской линии Минского метрополитена, расположена между станциями «Кунцевщина» и «Пушкинская».

## История
Изначально открытие планировалось ко дню города в сентябре 2005 года, однако затем перенесено и состоялось 7 ноября 2005 года в составе пятого участка Автозаводской линии, который включал три станции.
Станция получила своё название из-за расположенного рядом Ледового дворца спорта. До 2003 года станцию планировалось назвать «Раковской» (бел. «Ракаўская») (улица Притыцкого, на которой она расположена, называлась раньше Раковским шоссе), однако позже, после бурной дискуссии, станция была переименована  в «Спортивную».

## Конструкция
Колонная станция мелкого заложения, трёхпролётная, с одним входным вестибюлем. На станции находится лифт для инвалидов.

## Выходы
«Спортивная» расположена под пересечением улиц Притыцкого, Жудро и Бельского, рядом с микрорайонами Масюковщина и Харьковская. На станции, как и на станции метро «Борисовском тракте» Московской линии, имеется только один вестибюль, что связано с малым пассажиропотоком на станции и экономией средств при строительстве.

## Галерея
- Зал станции
- Колонны
- Светильники
- Путь в сторону «Кунцевщины»
- Декоративная вставка на путевой стене